# Mediha Musliović
Mediha Musliović, bosansko-hercegovska igralka, * 1975, Sarajevo. 
Najbolj znana je po vlogi Natalie Ulanove v filmu The November Man. Študij igralstva je končala leta 1998 v Sarajevu.

## Filmografija

### Filmi
| Film | Film                                    | Film               | Film    |
| Leto | Naslov                                  | Vloga              | Opombe  |
| ---- | --------------------------------------- | ------------------ | ------- |
| 2001 | Sugar-Free                              |                    | Kratki  |
| 2001 | Borac                                   |                    | TV film |
| 2003 | Viza za budučnost: Novogodišnji special |                    | TV film |
| 2007 | Estrellita - Pesem za domov             | Sabina             |         |
| 2008 | Čuvari noći                             | Senada             |         |
| 2009 | Žena u Ljubičastom                      | Ženska v škrlatnem | Kratki  |
| 2010 | Jasmina                                 | Naida              |         |
| 2012 | Venuto al mondo                         |                    |         |
| 2013 | Čefurji raus!                           | Ranka              |         |
| 2014 | The November Man                        | Natalia Ulanova    |         |
| 2015 | Naša svakodnevna priča                  |                    |         |

### TV serije
| Film      | Film                   | Film   | Film       |
| Leto      | Naslov                 | Vloga  | Opombe     |
| --------- | ---------------------- | ------ | ---------- |
| 2002-2005 | Viza za budućnost      | Ranka  | 32 epizode |
| 2008      | Lud, zbunjen, normalan | Nevena | 3 epizode  |